# El sopar dels idiotes
|  | Aquest article tracta sobre la pel·lícula de 1998. Si cerqueu l'obra de teatre, vegeu «El sopar dels idiotes (obra de teatre)». |

El sopar dels idiotes (títol original: Le Dîner de cons) és una pel·lícula francesa inspirada en l'obra de teatre homònima escrita i dirigida per Francis Veber. La pel·lícula va rebre una esplèndida crítica (avalada per l'experiència de l'obra teatral). El 2010 es va estrenar el remake estatunidenc, Dinner for Schmucks, dirigit per Jay Roach. Aquesta pel·lícula ha estat doblada al català.

## Argument
Pierre Brochant es reuneix cada dimecres amb els seus amics en un sopar, en el qual es disputen l'honor de ser el que porti al convidat més idiota. En aquesta ocasió, Brochant no ha trobat encara un incaut que portar, per la qual cosa es deixa aconsellar per un amic, que li recomana portar a François Pignon, un funcionari d'Hisenda obsessionat amb fabricar escultures de llumins. Com encara no el coneix, Brochant decideix convidar-lo a la seva casa, la qual cosa es converteix en una de les pitjors decisions que mai hagi pres.
Pignon, malgrat actuar sempre de bona fe, demostra ser una molèstia i no fa més que causar-li problemes a Brochant. La situació és cada vegada més divertida, ja que l'idiota, no content amb causar-li una lumbàlgia, aconsegueix que la seva dona el deixi, fa venir a una boja obsessionada amb Brochant, el reuneix amb el seu pitjor enemic, fa que un inspector d'hisenda l'investigui, etc. Al final, la pel·lícula pretén ser una crítica a la crueltat de Brochant, però les genials intervencions telefòniques de Pignon fan que aquesta crueltat sembli poca.

## Repartiment
- Jacques Villeret: François Pignon

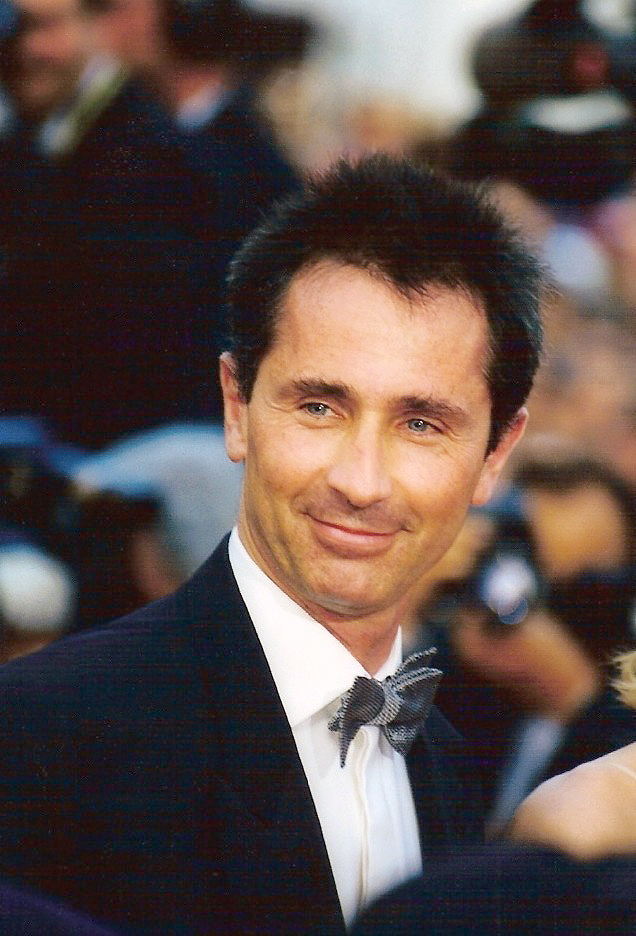
Thierry Lhermitte en l'edició de 1998 del Festival de Canes.

- Thierry Lhermitte: Pierre Brochant
- Francis Huster: Juste Leblanc
- Alexandra Vandernoot: Christine Brochant
- Daniel Prévost: Lucien Cheval
- Catherine Frot: Marlène Sasseur
- Edgar Givry: Jean Cordier
- Christian Pereirra: a Dr. Sorbier
- Pétronille Moss: Mademoiselle Blond
- Benoît Bellal: 	Hoste 1
- Jacques Bleu: Hoste 3
- Philippe Brigaud: 	Tanner
- Michel Caccia: Convidat 1

## Premis
En l'edició de 1999 dels premis César, la pel·lícula va rebre sis nominacions, de les quals va guanyar tres. Les categories que van resultar guanyadores van ser: millor actor (Jacques Villeret), millor actor de repartiment (Daniel Prévost) i millor guió per Francis Veber. Va ser nominada però no va guanyar ni la millor pel·lícula, ni Veber com a millor director ni Catherine Frot com a millor actriu de repartiment.

## Crítica
- "Gran guió, actors excepcionals (...) Brillant, una de les millors comèdies de l'any. Una imaginació sana que reivindica el riure per mitjà de la paraula, el gest i l'embullo"[3]
- "Comèdia cruel" Francisco J. Satué: Cinemanía "Irrebatible prova del funcionament del "boca a boca" (...) Per deixar anar riallades. Llàstima que el final, menys enginyós, enterboleixi una vetllada tan estimulant"[4]